# 李垚年
李垚年（1880年—1923年），名學孔，號淑庭，以字行。福建甌寧縣水吉（民國2年併入建甌縣）人，清末民初人物。

## 生平
畢業於公立浙江法政學堂。清時以同知銜為山西候補知縣。民國初年為眾議院議員。1912年，被選為臨時省議會議員。1913年，當選為中華民國第一屆國會眾議員。國會解散後歸里。1916年，第一屆恢復國會時，仍任衆議院議員。1922年，第二次恢復國會時，再任衆議院議員。